# 两汪乡
两汪乡，是中华人民共和国贵州省黔东南苗族侗族自治州榕江县下辖的一个乡镇级行政单位。

## 行政区划
两汪乡下辖以下地区：
两汪村、岑熬村、乌厦村、元帅村、空申村、空烈村和怎吉村。